# 18世纪
| 千纪： | 1千纪 \| 2千纪 \| 3千纪                                                                                              |
| 世纪： | 15世纪 \| 16世纪 \| 17世纪 \| 18世纪 \| 19世纪 \| 20世纪 \| 21世纪                                                   |
| 年代： | 1700年代 \| 1710年代 \| 1720年代 \| 1730年代 \| 1740年代 \| 1750年代 \| 1760年代 \| 1770年代 \| 1780年代 \| 1790年代 |

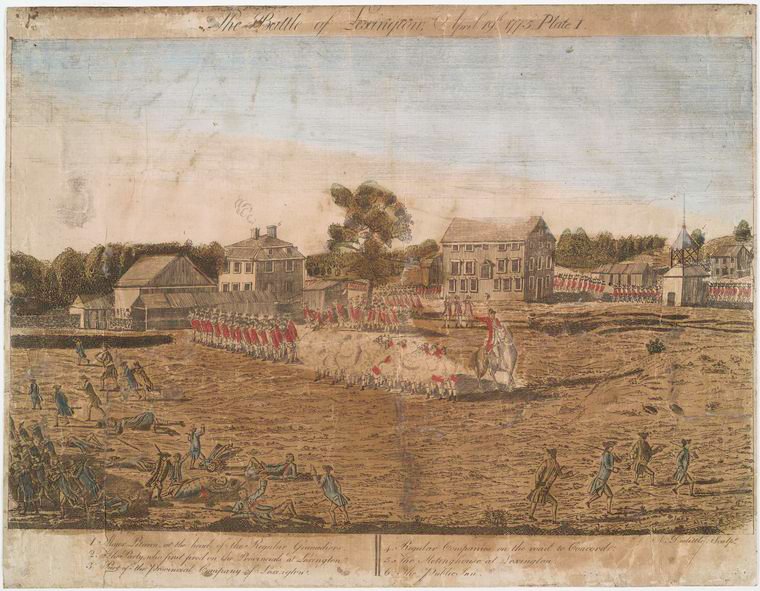
美国革命

法国革命

1701年1月1日至1800年12月31日的这一段期间被称为18世纪。18世纪是人們對自然探索的萌芽期，同时，民主思潮逐渐燃起，美国独立战争和法国大革命影响深远。
政治上，歐洲各國開始與中國、印度和土耳其進行小規模的通商貿易，並持續在東南亞與大洋州建立殖民據點。此時多數的君主制國家（如大清帝国、蒙兀兒帝國、法蘭西帝國、奥斯曼帝国、奧地利帝國、俄羅斯帝國）正處於全盛時期，但民主思潮卻逐漸燃起，並以美國獨立戰爭和法國大革命影響最深。
學術上，在西歐興起的啟蒙運動開始挑戰基督教教會的思想體系，使科學的成果感染到社會的各個層面，而歐洲以外的地區也透過傳教與貿易的方式接觸這思潮，進而產生小規模的學術復興運動。
另外，由於商業上的需要，部分技術孕育而生，成為工業革命之濫觴。而在技術外，生產與管理方式在西歐逐漸發生改變：傳統世襲的學徒制逐漸被破壞，分工與工廠生產方式開始抬頭。
藝術與文化上，追尋希臘與古羅馬風格的新古典主義盛行西方世界，並影響印度與中國的宮廷藝術。但同樣的，中國和大洋洲的文化物品流入歐洲，使西方世界的上流社會吹起十分表面的異國風。

## 重要事件、发展与成就

### 战争与政治
- 西班牙王位繼承戰爭：1714年，法国波旁王朝成功取得西班牙王位。
- 大北方战争：1721年，俄罗斯帝国战胜瑞典帝国，获得波罗的海出海口。
- 波兰王位继承战争：1738年，法國和西班牙的波旁王朝成功奪取兩西西里王國。
- 奥地利王位继承战争：1748年，法西聯盟與國本詔書聯軍達成僵局。
- 七年战争：1763年，英国夺取法国北美洲殖民地加拿大和印度殖民地。
- 美國獨立戰爭：1783年，在法國的支持下，北美十三州殖民地成功獨立
- 法國大革命：1792年，法國革命者推翻路易十六，成立法蘭西第一共和國。歐洲各國懼怕共和思想擴散，組成反法同盟對新生的共和國發起戰爭（ 法国大革命战争1792-1802年），最終戰敗。
- 第三次瓜分波兰：1795年，波蘭立陶宛聯邦的土地被俄羅斯帝國、奥地利帝國、普鲁士王國瓜分。

### 社會與經濟
- 英国推行贸易保护主义政策，工業革命開始。
- 清朝采取限制出海，限制开矿的闭关政策。中国工商业严重倒退。
- 清朝康熙末年，推行摊丁入亩政策，废除人头税，导致中国人口迅速增加。

### 科学技术
- 蒸汽機技術被改良及廣泛應用。

- 1765年，哈格里夫斯发明珍妮纺纱机

- 氧氣被安東萬-羅倫·德·拉瓦節正式命名於1775年

### 宗教與哲學
- 启蒙运动。
- 清雍正、乾隆朝大兴文字狱。

### 文化娱乐
18世紀在西洋音樂史經歷了巴洛克時期與古典主義時期，其中巴洛克的代表為约翰·塞巴斯蒂安·巴赫，古典主義的代表為沃尔夫冈·阿马德乌斯·莫扎特，路德维希·范·贝多芬等

### 疾病与医學
- 1735年，卡尔·林奈发表了对自然世界的基本分类方法，而在1750年代为他发现的所有物种都使用了双名法

### 天灾人祸
- 1707年宝永地震：1707年10月28日，日本发生8.6级地震，是日本有纪录以来第二强烈的一场地震，震中约位于今日的和歌山县南端以南30千米处外海。这场地震使整个本州西南部、四国及九州东南部地区造成中度至严重等不同层级的损害[1]。因为强烈的主震以及连带产生破坏性强的海啸，所以造成至少5000到20,000多人罹难与大量财产建筑的损失。
- 1718年通渭・甘谷地震：1718年6月19日，中国甘肃省通渭县发生里氏7.5级地震。据估计地震死亡40000余人，伤30000余人[2]。
- 马赛大瘟疫：1720年至1722年，法国马赛遭瘟疫侵袭，这是该市有史以来最严重的一次灾难，也是18世纪初欧洲最严重的瘟疫之一，该瘟疫影响了整座城市和周边城市，造成10万人死亡。
- 1739年平罗地震：1739年1月3日，中国宁夏平罗，银川一带发生该区有史以来最大的8级地震，银川平原内的城镇村庄房倒屋塌，压死5万多人[3]。
- 红溪惨案：1740年10月9日至12日，荷属东印度当局在爪哇的巴达维亚（今雅加达）大规模屠杀华人的事件，约有10,000个华人被杀[4]。
- 1755年里斯本大地震：1755年11月1日, 葡萄牙首都里斯本发生9级大地震，死亡人数高达十万人。大地震后随之而来的火灾和海啸几乎将整个里斯本付之一炬，同时也令葡萄牙的国力严重下降，殖民帝国从此衰落[5]。
- 准噶尔灭族：1755年至1757年，清军对准噶尔部的蒙古人进行大规模灭族活动。据学者估计，在1755-1757年清军征服期间，50万到80万人，约80%的准噶尔人死亡(其中一部分死于天花)。
- 1770年孟加拉饥荒：1769年到1773年发生的一场重大饥荒。这场饥荒影响了印度中央平原的下游地带。据统计导致了约一千万人死亡，这相当于每三人就有一人死亡；在当时孟加拉（包括比哈尔邦与奥里萨邦）的一部分人口减少到三千万人。
- 八重山地震：一场在1771年4月24日早上8时（琉球国第二尚氏王朝尚穆王二十年，清朝乾隆三十六年，日本明和八年，三月初十辰时）发生于琉球国的地震，属于海沟型地震。亦导致发生琉球历史上最具破坏力的海啸之一，琉球被日本并合后也被视为日本史上最具破坏力的海啸之一。地震震级估计为ML8，这次地震引起超过80米高的海啸袭击琉球列岛，并造成石垣岛与宫古岛各有8,439与2,548人丧生。
- 1786年康定-泸定地震：1786年6月1日，中国四川发生震级7.8级地震，死者446人，但因地震堰塞湖所淹没及坝倒大水冲刷使沿河两岸村镇因水灾死亡近100,000[6]。
- 白莲教起义：1796年至1804年，中国四川、陕西、河南和湖北边境地区的白莲教徒武装反抗政府的事件。起义开始时，中国人口3亿9110万人，起义失败后，中国人口2亿7566万人，相互屠杀损失了1亿1千万人口。
- 1799年石屏地震：1799年8月27日，中国云南红河哈尼族彝族自治州的石屏发生一场地震。石屏境内的城墙、庙宇、官署、民房仓库等多后坍塌，人口亦多伤毙。石屏和建水两县共有2800人丧生，1200人受伤，塌房1.7万间。石屏西北的宝秀等184村受灾最严重，昆明有轻微震感[7]。